# Хонхор (станція)
Хонхор (монг. Хонхор) — залізнична станція в Монголії, розташована на Трансмонгольській залізниці між станціями Амгалан і Маньт.
Розташована в однойменному селі.